# Tuamotusnäppa
Tuamotusnäppa (Prosobonia parvirostris) är en hotad vadarfågel i familjen snäppor som enbart förekommer på öar i Franska Polynesien i Stilla havet.

## Utseende och läten
Tuamotusnäppan är en liten fågel, 17 centimeter lång, med en väldigt kort och vass näbb. Den är varierande fläckad och streckat dovt brun, med ett tydligt vitt ögonbrynsstreck. Näbben är svart. Sandlöparen som kan ses i samma område är större och mycket blekare. Fågeln har ett frekvent varningsläte, ett upprepat "ti-ti-ti-ti", medan spellätet är en mer varierad, mörkare och längre drill.

## Utbredning och systematik
Fågeln förekommer enbart på isolerade öar i Tuamotuarkipelagen i Franska Polynesien, numera häckande på endast fem öar: Tenararo, Morane, Reitoru, Tahanea samt Raraka utanför Tahanea. Den har även setts på Aratika, Raroia, Fakarava och Anuanuraro.
Tidigare betraktades den som en underart till den utdöda kirimatisnäppan (Prosobonia cancellata), men ses numera som en fullgod art.

## Levnadssätt
Fågeln förekommer enbart på mycket små atoller bland småbuskar och till och med inne i öppen skog. Den undviker dock täta bestånd av kokospalm och Pandanus. Den ses också på lagunstränder med grus eller klappersten, men arten tros bara besöka dessa av nyfikenhet till observatörerna.
Födan är mycket dåligt känd men tros huvudsakligen bestå av insekter; åtminstone fyra arter myror, dvärgstritar och en geting har hittats i maginnehåll. Den intar även växtmaterial. Arten födosöker på marken, men kan också ta nektar från träd och buskar, så högt upp som upp till blommorna i kokospalmer.
Häckningssäsongen verkar vara utsträckt. På en ö häckar den i mitten av augusti, på en annan i maj. Arten är monogam och försvarar mycket små revir, de minsta bland alla vadare. Boet består av snäckskalbitar, koraller och växtdelar. Om det byggs på stranden placeras det snarare på småsten än sand. Ett bo innehöll två ägg, i övrigt finns ingen information.

## Status och hot
Arten har minskat i antal under lång tid och detta fortsätter. Den har försvunnit från ett antal öar sedan råttor och katter nått dit. Även kokospalmens spridning tros påverka beståndet genom att den begränsar artens habitat än mer. IUCN kategoriserar därför arten som starkt hotad. Världspopulationen uppskattas till mellan 700 och 1100 vuxna individer.